# Comuna Perșozvanivka, Lutuhîne
Perșozvanivka (în ucraineană Першозванівка) este o comună în raionul Lutuhîne, regiunea Luhansk, Ucraina, formată din satele Hlafirivka, Peatîhorivka și Perșozvanivka (reședința).

## Demografie
Componența lingvistică a comunei Perșozvanivka
     Ucraineană (82,06%)
     Rusă (16,87%)
     Alte limbi (0,14%)
Conform recensământului din 2001, majoritatea populației comunei Perșozvanivka era vorbitoare de ucraineană (82,06%), existând în minoritate și vorbitori de rusă (16,87%).